# رابرت لژاندر
رابرت لژاندر (انگلیسی: Robert LeGendre؛ ۷ ژانویه ۱۸۹۸ – January 21, 1931 (aged 33)) ورزشکار دو و میدانی اهل ایالات متحده آمریکا بود.